# Federico Lüdden
Federico Gerardo Lüdden Lehmann (nacido el 6 de diciembre de 1942 en Las Heras, provincia de Santa Cruz, Argentina) fue un físico de la Universidad Nacional de La Plata (UNLP), quien fue detenido desaparecido durante la Dictadura cívico-militar argentina mientras se desempeñaba como docente de la casa de estudios y realizaba sus estudios doctorales con una beca del Consejo Nacional de Investigaciones Científicas y Técnicas (CONICET). Su especialidad era la física del estado sólido.

## Formación académica
Federico Gerardo Lüdden Lehmann, de ascendencia alemana y polaca, realizó sus estudios secundarios en la Escuela Industrial “Albert Thomas” de la ciudad de La Plata, recibiéndose de Técnico Mecánico. En 1964 ingresó a la Facultad de Ciencias Exactas de la UNLP, graduándose el 25 de marzo de 1970.
Durante sus pocos años de actividad, fue docente de física en dicha Facultad. Participó de diversos proyectos de física aplicada. Junto a otros físicos y biofísicos del laboratorio de Rayos X del Departamento de Física de la UNLP Asimismo, investigaba sobre la determinación de tejidos cancerosos con financiamento del CONICET. Fue también contratado por el Observatorio astronómico de la UNLP para desarrollar una aplicación al campo de geofísica, empleando la técnica a la prospección de suelos, para ser utilizado por  la empresa petrolera estatal argentina Yacimientos Petrolíferos Fiscales (YPF), proyecto en el que participó hasta el año 1975.

## Militancia política
Lüdden participó de la primera Comisión Directiva de la Asociación de Docentes e Investigadores de la Facultad de Ciencias Exactas de la UNLP (ADIFCE), agrupación gremial que darían lugar a la Federación Nacional de Docentes Universitarios (CONADU) en 1985. Era también militante del Partido Revolucionario de los Trabajadores-Ejército Revolucionario del Pueblo (PRT-ERP).

## Secuestro y desaparición
Lüdden fue secuestrado a la edad de 33 años, de su domicilio en City Bell, el 30 de noviembre de 1976, por un grupo de 15 personas armadas y vestidas de civil, quienes se lo llevaron de madrugada encapuchado y maniatado. Su pareja, Ercilia Pensado, presenció junto a sus hijas el secuestro de Lüdden y posteriormente se exilió en Suecia. 
Eleonora Ana Augusta Lehmann de Lüdden, madre de Federico Luden,  presentó denuncias ante varias dependencias oficiales: Ministerio del Interior, Juzgado N.º 2 de La Plata, Embajada de Alemania, OEA y Naciones Unidas en Ginebra. Fue denunciante ante la Comisión Nacional sobre la Desaparición de Personas (CONADEP) en el año 1984. Todas las gestiones fueron infructuosas y nunca supo más nada de su hijo. 

## Reconocimientos
En 1986, los físicos platenses Fidel Arturo Schaposnik y Patricia Massolo presentaron una solicitud a la UNLP, para homenajear a las víctimas de la dictadura cívico-militar de 1976 en la comunidad académica, en lo que fue una iniciativa pionera de reparación. La placa fue colocada en el acceso al edificio del Departamento de Física, con el mensaje:

“Son varios los miembros de este Departamento que han sufrido persecución, tortura y muerte. Jorge Bonafini, Federico Ludden y María de los Milagros Baleriani aún permanecen desaparecidos. Esta placa representa nuestro reclamo permanente a su aparición con vida y el compromiso indestructible de exigir justicia e impedir que se repita lo sucedido”.
El nombre de Federico Lüdden figura en el espacio de memoria de la Asociación Física Argentina, entidad de la cual fuera miembro.

En 2022 el CONICET reparó y reconstruyó los legajos de ocho integrantes del organismo víctimas del terrorismo de Estado. Los legajos fueron entregados a familiares de las víctimas en 24 de marzo de 2022, en un acto realizado en el Día nacional por la Memoria y la Justicia. El trabajo de homenaje y reparación fue realizado por la Comisión de la Memoria del Consejo, creada en 2021 por resolución de la presidenta del organismo, Ana Franchi. El legajo de Lüdden fue recibido de manos del Presidente de la Nación Alberto Fernández y de las máximas autoridades del CONICET, por Fidel Schaposnik, quien fue su compañero de estudios y amigo. Al respecto, Schaposnik expresó:   

"Todos hemos estado en  una estación de trenes despidiendo a una persona. Hemos sentido alejarse el tren llevándosela lejos. Luego, al recorrer el andén, de vuelta a casa, suele suceder que la persona que acaba de irse esté más presente, más totalmente presente que cuando nos abrazamos antes de que subiera al tren. Tal vez cuando nos abrazamos al despedirnos, lo hagamos por esta razón, para tomar lo que queremos guardar de quien se va.  El legajo de Federico que me han entregado me acompañará como uno de mis más caros recuerdos. Fidel A. Schaposnik, 25 de marzo de 2022."